# 庄川町站
庄川町站（日语：／ Shōgawamachi eki */?）是位於富山縣東礪波郡庄川町（現時：礪波市），加越能鐵道加越線的鐵路車站（廢站）。

## 歷史
- 1915年（大正4年）7月21日：礪波鐵道開設青島町站[1]。
- 1919年（大正8年）9月17日：成為加越鐵道的車站[2]。
- 1943年（昭和18年）1月1日：成為富山地方鐵道的車站[2][3]。
- 1950年（昭和25年）10月23日：成為加越能鐵道的車站[2]。
- 1955年（昭和30年）
  - 1月1日：改名為庄川町站[1]。
  - 1月12日：站內機車庫發生火災。1架柴油列車被燒毀[4]。
- 1957年（昭和32年）1月26日：站內機車庫發生火災。1架機車和2架柴油列車被燒毀[4]。
- 1958年（昭和33年）
  - 2月12日：機車庫修復完成[5]。
  - 9月28日：為了配合舉行富山國體（日语：第13回国民体育大会）（劍道會場）。站舍改建為鋼筋混凝土製建築物[4][5]。
- 1965年（昭和40年）8月2日：加越線管理事務所由福野站前遷移至此站[6][7]。
- 1967年（昭和42年）5月：取消車載貨物起卸業務[8]。
- 1972年（昭和47年）9月16日：加越線廢除，此站也被廢除[2]。

## 車站構造
此站是一座地面車站，設有2面3線的月台。後來由於使用人次減少，因此只使用1面1線的月台。站內設有機車庫。在1965年（昭和40年）起，站內設置了管理事務所。站舍在1958年（昭和33年）改建為鋼筋混凝土製建築物。站內放置了HaFu10形11和HaFu20形21，這兩架車輛在1953年（昭和28年）11月退役後被留置在站內用作倉庫之用。
在加越線廢線後，站舍變成營業所與巴士候車室，後來被拆毀。現時，車站一帶變成住宅區。而該處的巴士站的名稱繼續使用車站名字。

## 庄川水力電氣專用線
在1926年（大正15年）1月15日，庄川水力電氣為了在小牧水壩處建設小牧發電廠，便於青島町站至發電廠工場之間開設專用線。當時有許多建材貨物在青島町站起卸。小牧發電廠在1930年（昭和5年）11月開始運作。專用線營運至1939年（昭和14年）10月8日前。在1951年（昭和26年）12月15日，加越能鐵道利用該許廢線區間，申請並取得延長線的許可。但是最後沒有把加越線延伸，許可在1960年（昭和35年）9月20日失效。

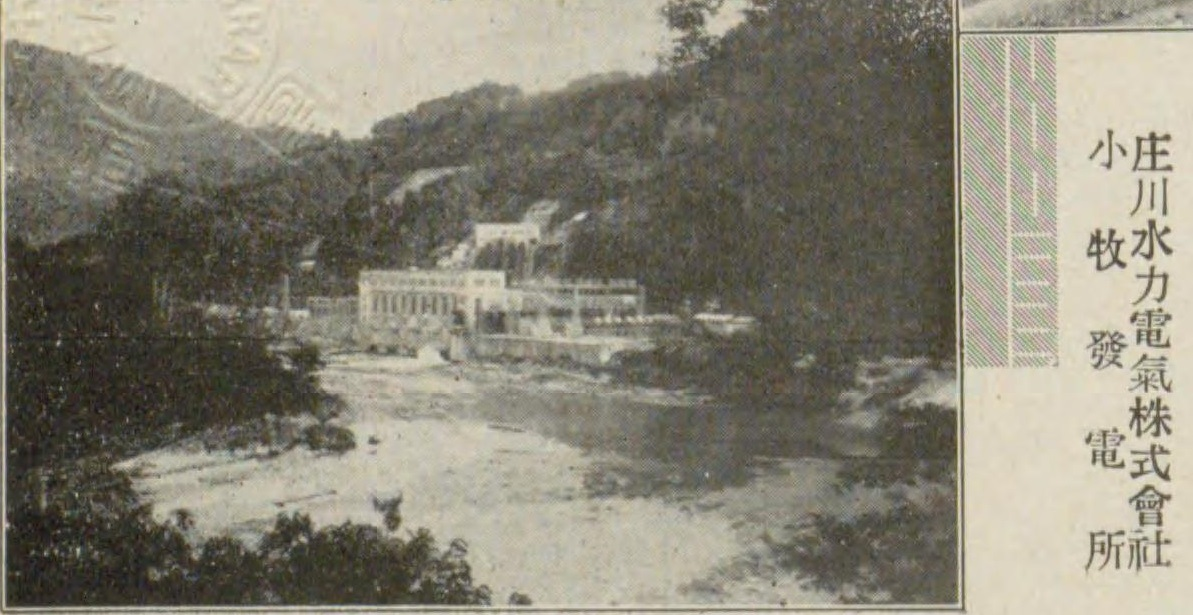
小牧發電廠
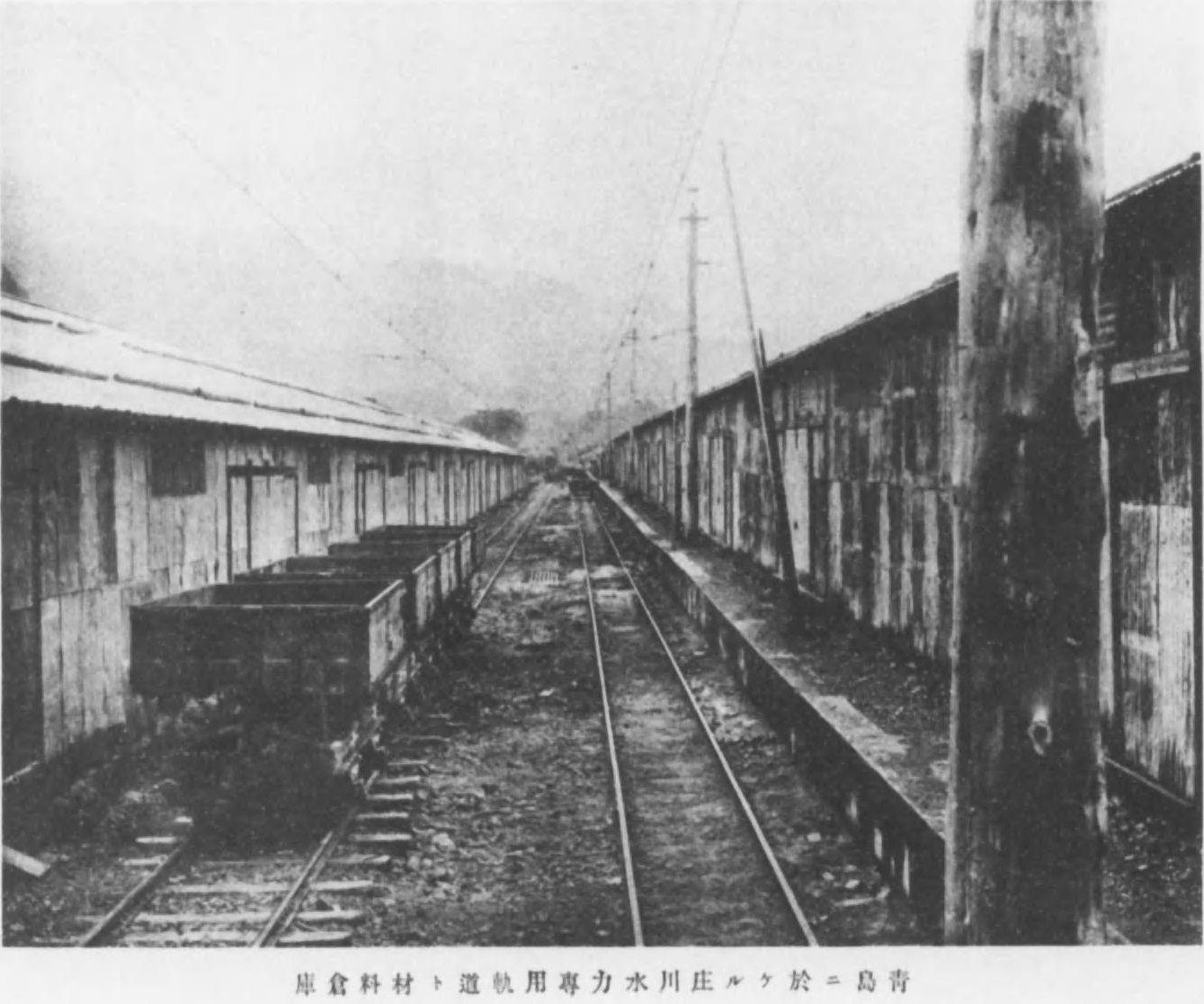
在青島町站內的庄川水力專用鐵道和物料倉庫
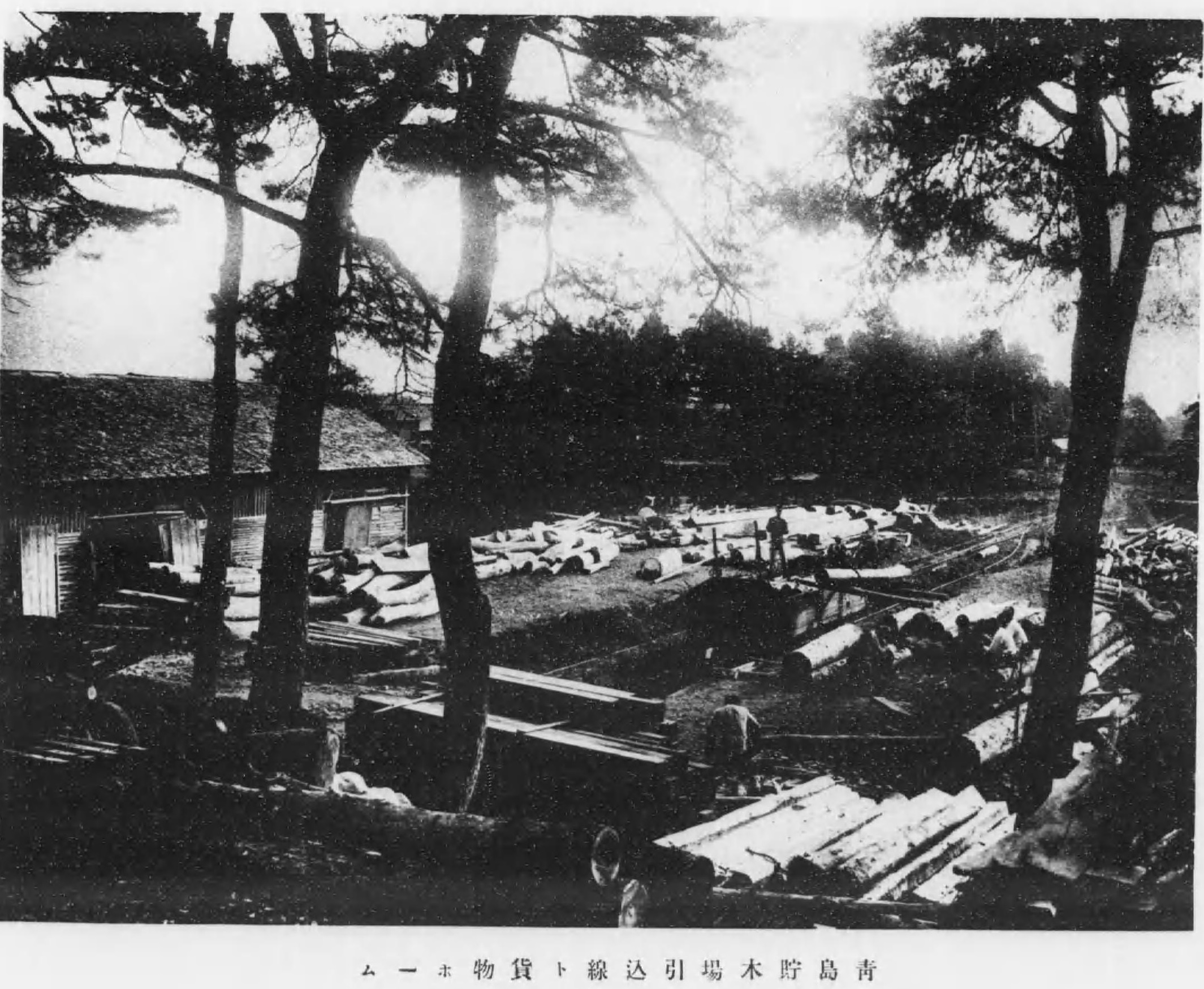
在青島町站內的專用線和伐木場

## 乘客和貨物量演變
| 年度 | 乘車人次 | 下車人次 | 貨物發送（公噸） | 貨物到達（公噸） |
| ---- | -------- | -------- | ---------------- | ---------------- |
| 1918 | 20,389   | 19,294   | 7,576            | 1,663            |
| 1922 | 34,342   | 27,287   | 9,576            | 2,410            |
| 1923 | 37,821   | 27,428   | 10,673           | 2,721            |
| 1926 | 78,747   | 58,956   | 9,266            | 27,878           |
| 1936 | 76,017   | 49,593   | 2,166            | 4,935            |

- 參考自各年度版的《富山縣統計書》

## 相鄰車站
加越能鐵道
加越線
東山見－庄川町

## 注腳
1. 1 2  《官報》1915年（大正4年）8月2日，內閣印刷局，13頁
2. 1 2 3 4 5 6  今尾惠介《日本鐵道旅行地圖帳》6號北信越（新潮社、2008年）p.33
3. ↑  富山地方鐵道株式會社編《富山地方鐵道五十年史》，1983年（昭和58年）3月，富山地方鐵道
4. 1 2 3  《庄川町史 下卷》1975年，384-385頁
5. 1 2 3 4  加越線資料保存会 (编).  (PDF). となみ野田園空間博物館推進協議会: 17. 2013-03  [2023-08-21]. （原始内容 (PDF)存档于2020-11-01） （日语）.
6. 1 2  服部重敬2017年（平成29年）11月，NEKO PUBLISHING，21,47頁
7. 1 2  富山地方鐵道株式會社編《富山地方鐵道五十年史》1983年（昭和58年）3月，富山地方鐵道，610頁
8. ↑  服部重敬2017年（平成29年）11月，NEKO PUBLISHING，12頁
9. 1 2  服部重敬2017年（平成29年）11月，NEKO PUBLISHING，21頁
10. ↑  服部重敬2017年（平成29年）11月，NEKO PUBLISHING，41頁
11. ↑  《富山廃線紀行》2008年7月16日，草卓人著，桂書房發行，140 - 141頁
12. ↑  《ダム式発電所写真帖》（國立國會圖書館數碼化收藏）
13. ↑  富山縣編《富山縣史 年表》1987年（昭和62年）3月，富山縣，308頁
14. ↑  「運輸省告示第27号」《官報》1952年2月2日（國立國會圖書館數碼化收藏）

## 相關項目
- 日本鐵路車站列表 Shi